# Montgilbert
Montgilbert ist eine Gemeinde im französischen Département Savoie in der Region Auvergne-Rhône-Alpes. Sie gehört zum Kanton Saint-Pierre-d’Albigny und zum Arrondissement Saint-Jean-de-Maurienne. Sie grenzt im Nordwesten an Chamoux-sur-Gelon, im Norden an Bourgneuf, im Osten an Val-d’Arc mit Aiguebelle, im Südosten an Saint-Georges-d’Hurtières und im Südwesten an Montendry.

## Weblinks

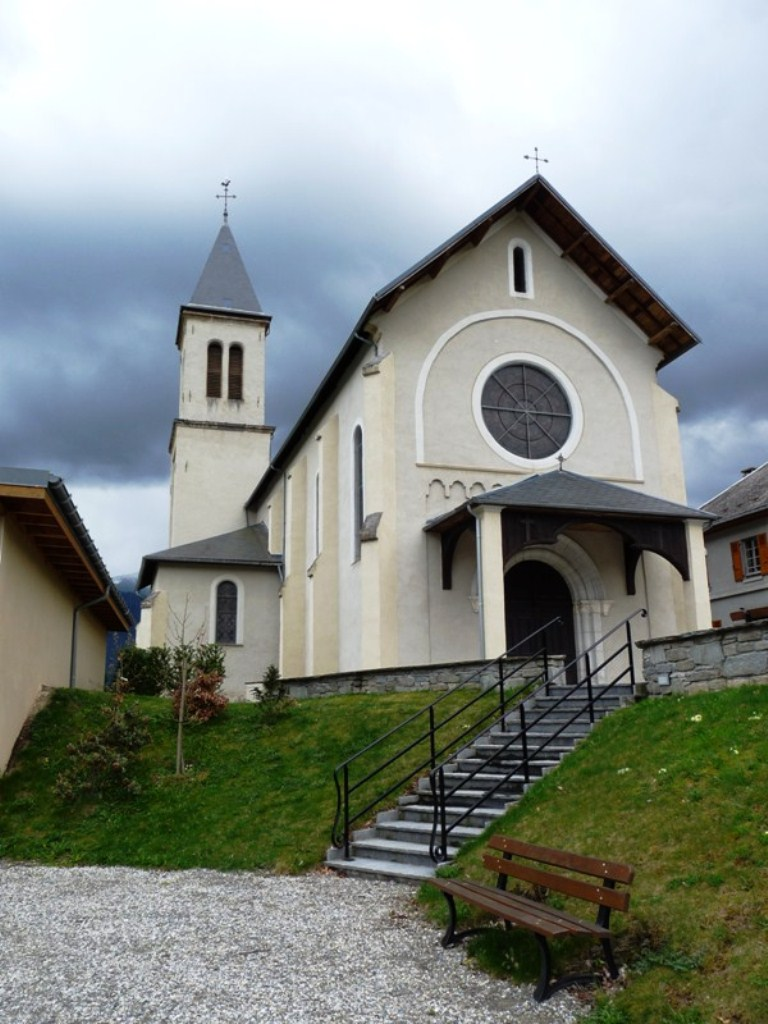
Kirche Saint-Pierre

## Bevölkerungsentwicklung
| Jahr                       | 1962 | 1968 | 1975 | 1982 | 1990 | 1999 | 2008 | 2014 | 2021 |
| -------------------------- | ---- | ---- | ---- | ---- | ---- | ---- | ---- | ---- | ---- |
| Einwohner                  | 179  | 152  | 100  | 96   | 88   | 74   | 124  | 120  | 116  |
| Quellen: Cassini und INSEE |      |      |      |      |      |      |      |      |      |

## Sehenswürdigkeiten
- Kirche Saint-Pierre